# Селиванов, Владимир Николаевич
Владимир Николаевич Селиванов (укр. Володимир Миколайович Селіванов; 5 ноября 1945, Ижевск — 2007) — советский и украинский правовед, доктор юридических наук (1987), академик Академии предпринимательства и менеджмента Украины (1991), академик Украинской академии педагогических наук (1993), член-корреспондент Академии правовых наук Украины (2000), Заслуженный юрист Украины (1996).

## Биография
Родился 5 ноября 1945 года в городе Ижевск. В 1971 году окончил юридический факультет Киевского государственного университета.
С 1971 года в аспирантуре на кафедре государственного и административного права Киевского университета.
С 1974 года — младший научный сотрудник Института государства и права АН УССР.
В 1976—1984 служил в органах внутренних дел МВД СССР.
С 1984 — старший научный сотрудник Киевского института народного хозяйства.
С 1985 — старший научный сотрудник, ведущий наук, сотрудник, главный научный сотрудник Института государства и права АН УССР.
В 1991 году член Консультативно-совещательного совета при Президиуме Верховного Совета Украинской ССР.
С 1992 — государственный советник Украины по вопросам национальной безопасности, советник Президента Украины по вопросам национальной безопасности — секретарь Совета национальной безопасности при Президенте Украины.
В 1993—1996 — директор Центра исследований проблем предпринимательства и менеджмента НАН Украины.
С 1996 по 1999 — директор НИИ частного права и предпринимательства Академии правовых наук Украины;
С 1999 — главный научный сотрудник НИИ частного права и предпринимательства Академии правовых наук Украины.

## Сфера научных интересов
Исследует теоретические проблемы частного права, вопросы предпринимательства, государственного управления. Принимал участие в разработке Закона «Об экономической самостоятельности Украинской ССР», Декларации о государственном суверенитете Украины, Концепции национальной безопасности Украины (научные основы).

## Автор научных работ
- 1977 — «Менеджеризм — апологетика современного капитализма».
- 1989 — «США: монополии и государственное управление».
- 1991 — «Отраслевое управление в республике (организационно-правовые аспекты)».
- 1996 — «Народ и власть. Попытка системного исследования взглядов Н. Е. Салтыкова-Щедрина» (в соавт.).
- 1997 — «Экономико-правовые проблемы трансформации отношений собственности в Украине»: сб. наук. трудов / Академия правовых наук Украины, Институт частного права и предпринимательства; отв. ред. В. М. Селиванов, А. Евтушевский. — Киев: «Манускрипт». — 196 с. — ISBN 966-7193-00-4[2]
- 1998 — «Реформирование государственного управления в Украине: проблемы и перспективы» (в соавт.).
- 2002 — «Право и власть суверенной Украины: Методологические аспекты».